# Ian Hugh Sloan
Ian Hugh Sloan AO (* 17. Juni 1938 in Melbourne) ist ein australischer Mathematiker und Hochschullehrer.

## Ausbildung
Sloan lernte am Scotch College und am Ballarat College in Melbourne. Sein Vater war Mathematiklehrer am Scotch College und dann Direktor am Ballarat College. Er legte großen Wert auf eine gute mathematische Ausbildung seines Sohnes Ian Sloan. Sloan studierte an der Universität Melbourne, wo er 1958 seinen Bachelor in Physik und 1960 seinen Bachelor in reiner und angewandter Mathematik machte. 1961 erwarb er an der University of Adelaide seinen Master auf dem Gebiet der Mathematischen Physik bei Herbert S. Green mit einer Arbeit zum Thema Ionization in Nebulae. Sloan wechselte zur University of London, wo er 1964 bei Harrie Massey auf dem Gebiet der Theoretischen Physik promovierte mit einer Arbeit zum Thema Electron Collisions by Neutral and Ionized Helium.

## Beruf
Von 1964 bis 1965 arbeitete Sloan als Forscher für die Colonial Sugar Refining Company in Melbourne. Seit 1965 war Sloan Mitarbeiter der School of Mathematics an der University of New South Wales in Sydney. Zunächst war er dort Dozent und forschte auf dem Gebiet der theoretischen Kernphysik. Dann verlagerte sich sein Interesse auf das Gebiet der angewandten Mathematik. 1973 wurde er Associate Professor, 1983 erhielt er den Lehrstuhl für Mathematik und wurde 1999 zum ordentlichen Professor für Mathematik berufen. Sloan leitete die School of Mathematics von 1986 bis 1990 und von 1992 bis 1993.

## Forschungsinteressen
Sloan ließ sich immer wieder zu neuen Forschungsgebieten inspirieren. Er begann mit Untersuchungen auf dem Gebiet der theoretischen Kernphysik. Um die Probleme auf diesem Gebiet zu lösen, brauchte er leistungsfähige Näherungsverfahren. So verschob sich sein Interesse auf die angewandte Mathematik, speziell die Numerische Mathematik. Er entwickelte Verfahren zur näherungsweisen Lösung von Integralgleichungen, die in der Streuungstheorie entstehen. Von dort gelangte er zur Computermathematik und zur Entwicklung von multivariaten Verfahren. Nach Sloan benannt wurde die Bencze-Redish-Sloan-Gleichung und die Sloan-Iteration. Im Rahmen seiner Forschung leistete er wichtige Beiträge auf dem Gebiet der Komplexitätstheorie. Auf diesem Gebiet führte er unter anderem die gewichtete Räume und Gitterregeln ein und entwickelte Verfahren, um den Fluch der Dimensionalität zu brechen.
Sloan hat mehr als 300 Publikationen verfasst. Sein h-Index liegt bei 66.

## Ämter, Gastaufenthalte, Engagement
Von 1998 bis 2000 war Sloan Präsident der Australian Mathematical Society. Von 2003 bis 2007 war er Präsident des International Council for Industrial and Applied Mathematics (ICIAM). Von 2017 bis 2020 war er Präsident der Royal Society of New South Wales.
Sloan nahm Gastaufenthalte in verschiedensten Universitäten und Instituten wahr, darunter an der Cornell University, am Internationales Erwin Schrödinger Institut für Mathematik und Physik (ESI), an der Polytechnischen Universität Hongkong, am IBM Scientific Centers in Paris, am Institute for Computational and Experimental Research in Mathematics (ICERM) in Providence, an der King Fahd University for Petroleum and Minerals in Dhahran, Saudi-Arabien, am Mittag-Leffler-Institut, am Isaac Newton Institute, am Politecnico di Torino, an der Technischen Universität Wien, an der University of Bath, an der University of Maryland (1971–1972 und 1979–1980), an der Universität Stuttgart und am Weierstraß-Institut für Angewandte Analysis und Stochastik.
Sloan war an der Herausgabe mehrerer mathematischer Zeitschriften beteiligt, darunter Journal of Integral Equations and Applications (1987–2012), SIAM Journal on Numerical Analysis (1991–1997 und 2003–2012), Journal of Complexity (seit 1999), Numerische Mathematik (2004–2014), Advances in Computational Mathematics (2000–2015), Computational Methods in Applied Mathematics (2000–2015), Chinese Journal of Engineering Mathematics (seit 2007), International Journal of Geomathematics (seit 2011), International Journal for Mathematics in Industry (seit 2013) und Foundations of Computational Mathematics (seit 2015).
Zusammen mit  Stephan Dahlke, Leszek Plaskota, Klaus Ritter und Joseph F. Traub organisierte Sloan 2002 und 2006 die Dagstuhl-Seminare Algorithms and Complexity for Continuous Problems.

## Preise und Anerkennung
Sloan erhielt für seine Arbeiten zahlreiche Preise, darunter die ANZIAM Medaille der Australian Mathematical Society (1997), die Thomas Ranken Lyle Medaille der Australian Academy of Science (2001), die Zentenarmedaille Australiens (2001), die inaugural George Szekeres Medal (2002, zusammen mit Alf van der Poorten). 2005 erhielt Sloan den Prize for Achievement in Information-Based Complexity.
Sloan wurde zum Fellow mehrerer wissenschaftlicher Organisationen gewählt, darunter der Australian Academy of Science (seit 1993), der Society for Industrial and Applied Mathematics (SIAM) (seit 2009), der American Mathematical Society (AMS) (seit 2012), der Royal Society of New South Wales (FRSN). 2008 wurde er zum Officer des Order of Australia (AO) ernannt.

## Familie
Sloan ist verheiratet und hat eine Tochter, einen Sohn und sechs Enkel.

## Veröffentlichungen (Auswahl)
- Als Herausgeber mit Josef Dick, Frances Y. Kuo, Gareth W. Peters: Monte Carlo and Quasi-Monte Carlo Methods 2012, Springer, 2013, ISBN 978-3-662-51438-2
- Mit Christoph Schwab, Frances Kuo: Quasi-Monte Carlo finite element methods for a class of elliptic partial differential equations with random coefficients, 2012, online
- Mit Michael Griebel, Frances Kuo: The smoothing effect of the ANOVA decomposition, 2010, Journal of Complexity, Band 26 online
- Mit Frances Kuo, Grzegorz Włodzimierz Wasilkowski, Henryk Woźniakowski: On decompositions of multivariate functions, 2010, Mathematics of computation, Band 79 online
- Mit Erich Novak, Joseph F. Traub, Henryk Woźniakowski: Essays on the Complexity of Continuous Problems, EMS Press, 2009, ISBN 978-3-03719-069-2
- Mit Frances Kuo: Lifting the curse of dimensionality, 2005, Notices of the AMS, Band 52 online
- Mit S. Joe: Lattice Methods for Multiple Integration, 1994, Clarendon Press, ISBN 978-0-19-853472-3

## Online-Vorträge (Auswahl)
- UQ Hybrid Seminar - Talk by Prof. Ian Hugh Sloan, University of New South Wales (UNSW Australia) auf YouTube, 18. April 2023, abgerufen am 20. September 2023.
- Point Distributions Webinar — Ian Sloan auf YouTube, 15. März 2022, abgerufen am 20. September 2023.
- RSNSW—1282nd OGM and Lecture: Emeritus Professor Ian Sloan auf YouTube, 26. April 2020, abgerufen am 20. September 2023.
- Ian Sloan (University of New South Wales) Colorado School of Mines 4/14/17 AMS Colloquium auf YouTube, 2. Mai 2017, abgerufen am 20. September 2023.